# Celonites fischeri
Celonites fischeri är en stekelart som beskrevs av Spinosa 1838. Celonites fischeri ingår i släktet Celonites och familjen Masaridae. Inga underarter finns listade.